# Tusker FC
Tusker Football Club – kenijski klub piłkarski mający siedzibę w stolicy kraju, Nairobi. Drużyna obecnie występuje w 1. lidze. Klub został założony w 1970 jako Kenya Breweries. W 1999 zospół zmienił nazwę na obecną.

## Sukcesy
- Mistrzostwo Kenii (13 razy): 1972, 1977, 1978, 1994, 1996, 1999, 2000, 2007, 2011, 2012, 2016, 2021, 2022
- Puchar Kenii (5 razy): 1988, 1989, 2000, 2001, 2008